# Mamerthes aonia
Mamerthes aonia är en fjärilsart som beskrevs av Druce 1891. Mamerthes aonia ingår i släktet Mamerthes och familjen nattflyn. Inga underarter finns listade i Catalogue of Life.